# Spiegelwaal

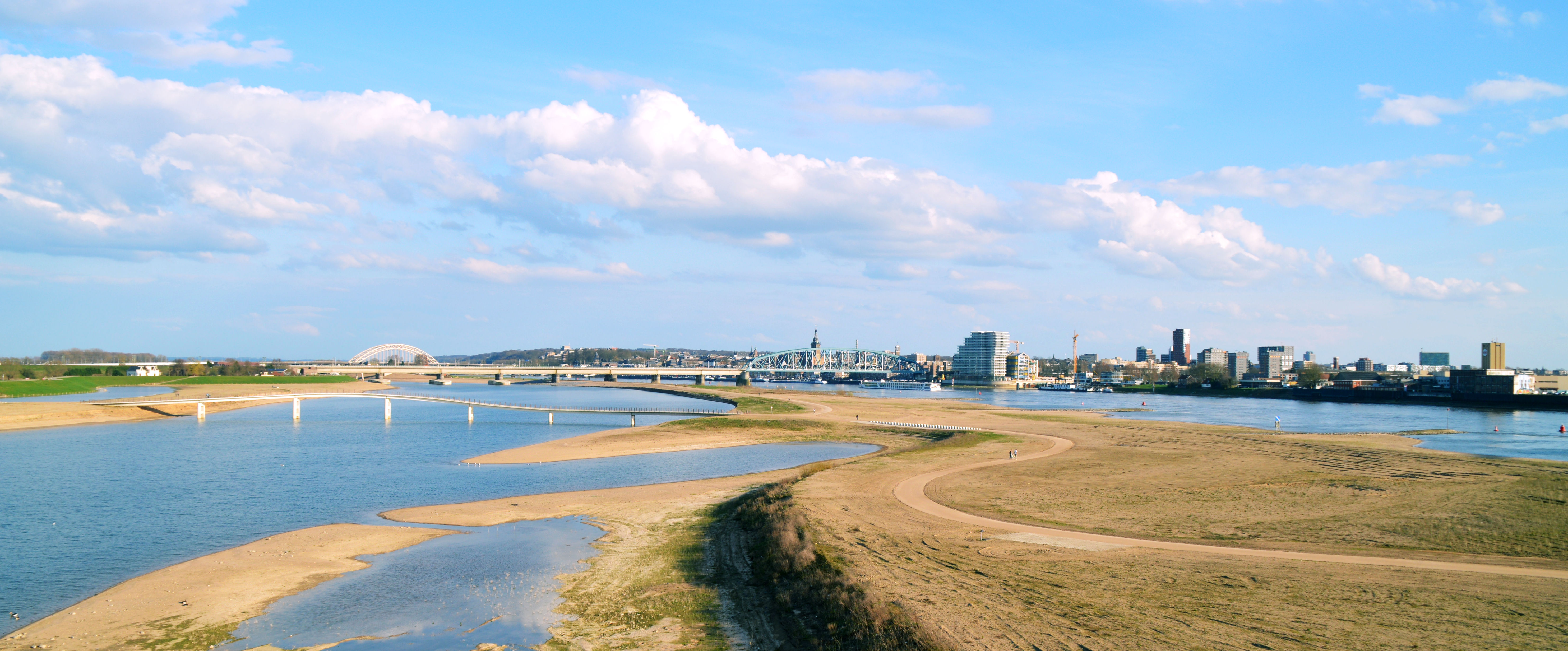
Panorama van de Spiegelwaal en stadseiland Veur-Lent en de Waal

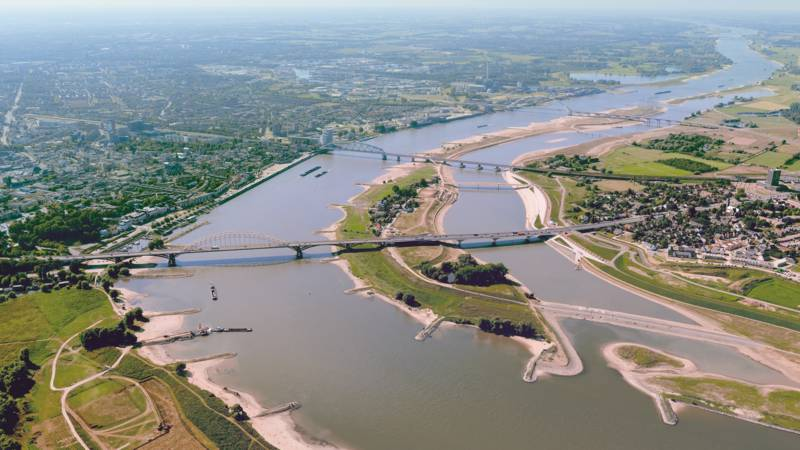
De Waal (links) en de Spiegelwaal, gezien vanuit het oosten.
Links Nijmegen, in het midden het eiland Veur-Lent, rechts de Waalsprong.
De bruggen: Waalbrug Nijmegen, Spoorbrug Nijmegen en op de achtergrond De Oversteek.

De Spiegelwaal is een nevengeul van ongeveer vier kilometer in de noordoever van de Waal ter hoogte van Nijmegen.

## Aanleg en opening
De geul werd tussen 2013 en 2015 aangelegd in het kader van het project Ruimte voor de Waal, onderdeel van het landelijke  waterveiligheidsprogramma Ruimte voor de Rivier. Dit programma kwam tot stand na de overstromingen in 1993 en 1995. De geul moet de capaciteit in de bocht van de Waal bij Nijmegen vergroten en het waterpeil verlagen waardoor er bij hoogwater meer water opgevangen kan worden. De geul werd aan de noordelijke oever bij Lent gecreëerd en voor de aanleg moesten verschillende huizen gesloopt worden. Door de aanleg van de geul ontstond het stadseiland Veur-Lent. Medio 2015 kreeg de geul, na een prijsvraag, de naam Spiegelwaal. Op 3 december 2015 werd de geul officieel geopend.

## Werking
Aan de Oostkant van de nevengeul, waar het water de Spiegelwaal binnenstroomt, is een soort drempel aangelegd, de Oudedijk. Dwars door de drempel lopen tunneltjes op verschillende hoogtes, zodat het debiet groter is bij hoogwater. Als het waterpeil bij Lobith hoger dan 12,65 meter boven NAP is, stroomt het rivierwater over de Oudedijk heen. Op deze manier vangt de Spiegelwaal bij hogere waterstanden meer water op, waardoor de waterstand in de Waal bij Nijmegen constanter blijft. 

## Vijf bruggen
De nieuwe brug De Oversteek steekt de Waal en de Spiegelwaal over. De Waalbrug en de spoorbrug met de Snelbinder zijn verlengd en steken ook de Spiegelwaal over. Ook zijn een verkeersbrug (Lentloper) en een voet- en fietsbrug (Zaligebrug) aangelegd tussen Lent en het stadseiland. In totaal zijn er daarmee vijf bruggen over de Spiegelwaal.

## Watersport
Doordat de Spiegelwaal geen doorgaande route is voor de scheepvaart, is het water bijzonder geschikt voor watersporten als kanovaren, roeien, windsurfen en  zeilen.  Voor de watersporters en de zwemmende recreanten is ook een reddingsbrigade actief. Er zijn plannen om voor de verenigingen en de brigade een onderkomen in te richten in een gebouw bij de Waalbrug, Het Bastion, dat gebruikt is door de bouwers bij de aanleg van de hoogwatervoorzieningen. Bij een hoge waterstand van de Waal, ontstaat er bij de drempel (inlaat) aan het begin van de Spiegelwaal een staande golf; die door freestylekajakkers kan worden gebruikt om figuren (moves) te maken. Bij een lage waterstand kan de inlaat droogvallen waardoor er geen stroming meer is. Hierdoor kwam in de zomer van 2018 voor het eerst blauwalg voor in de Spiegelwaal.

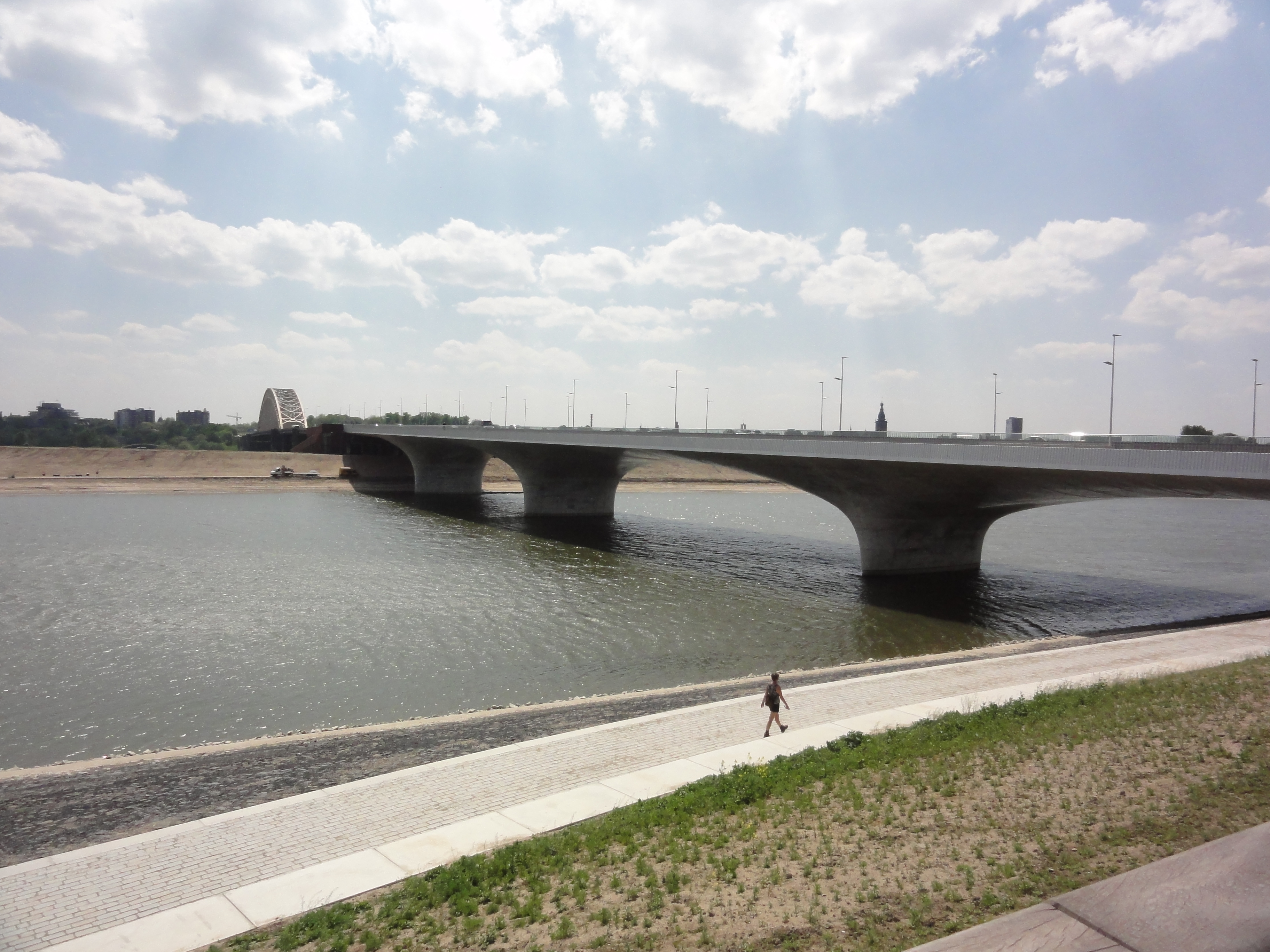
De verlengde Waalbrug over de Spiegelwaal.
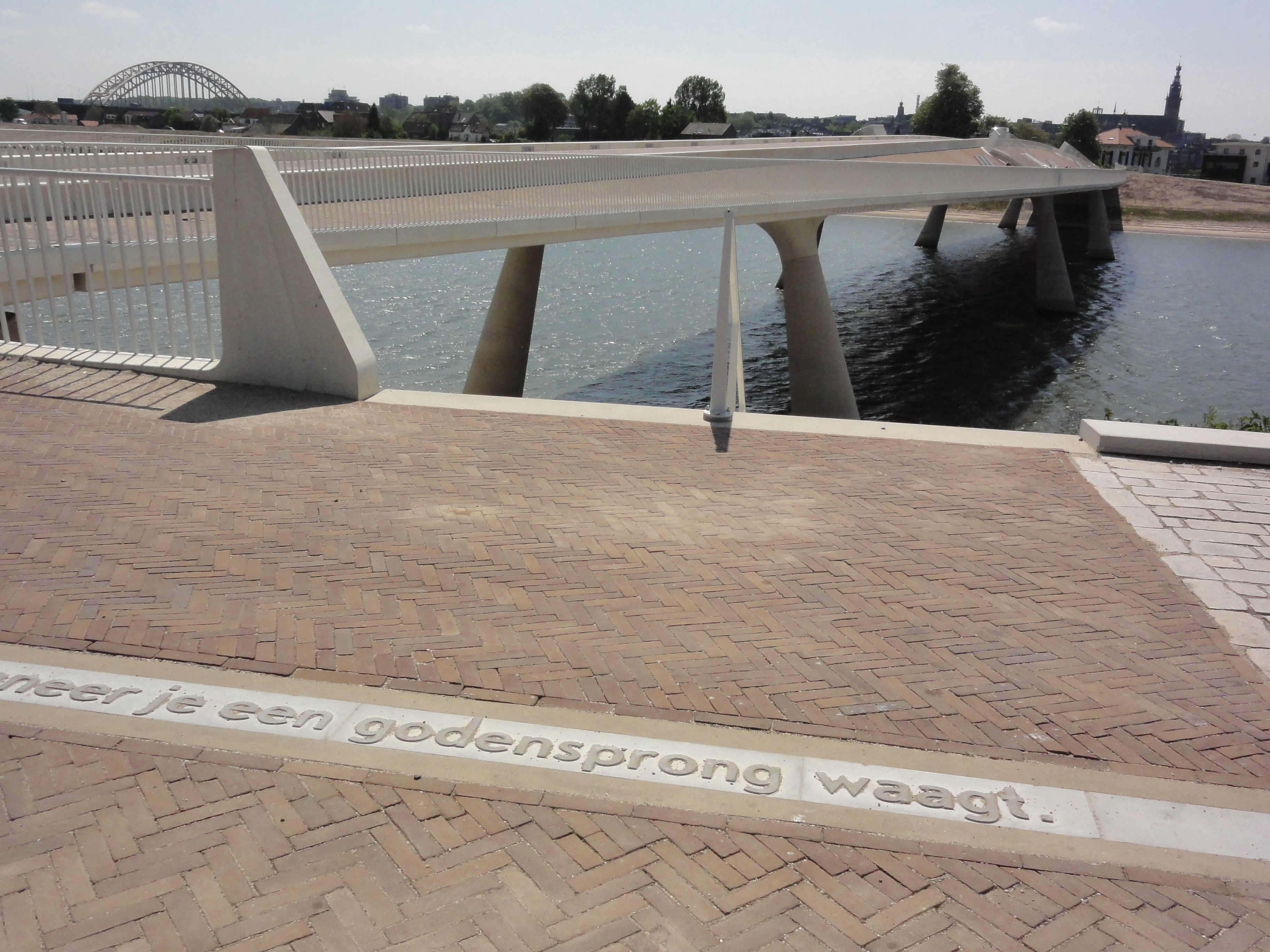
De verkeersbrug Lent - Stadseiland, de Lentloper.
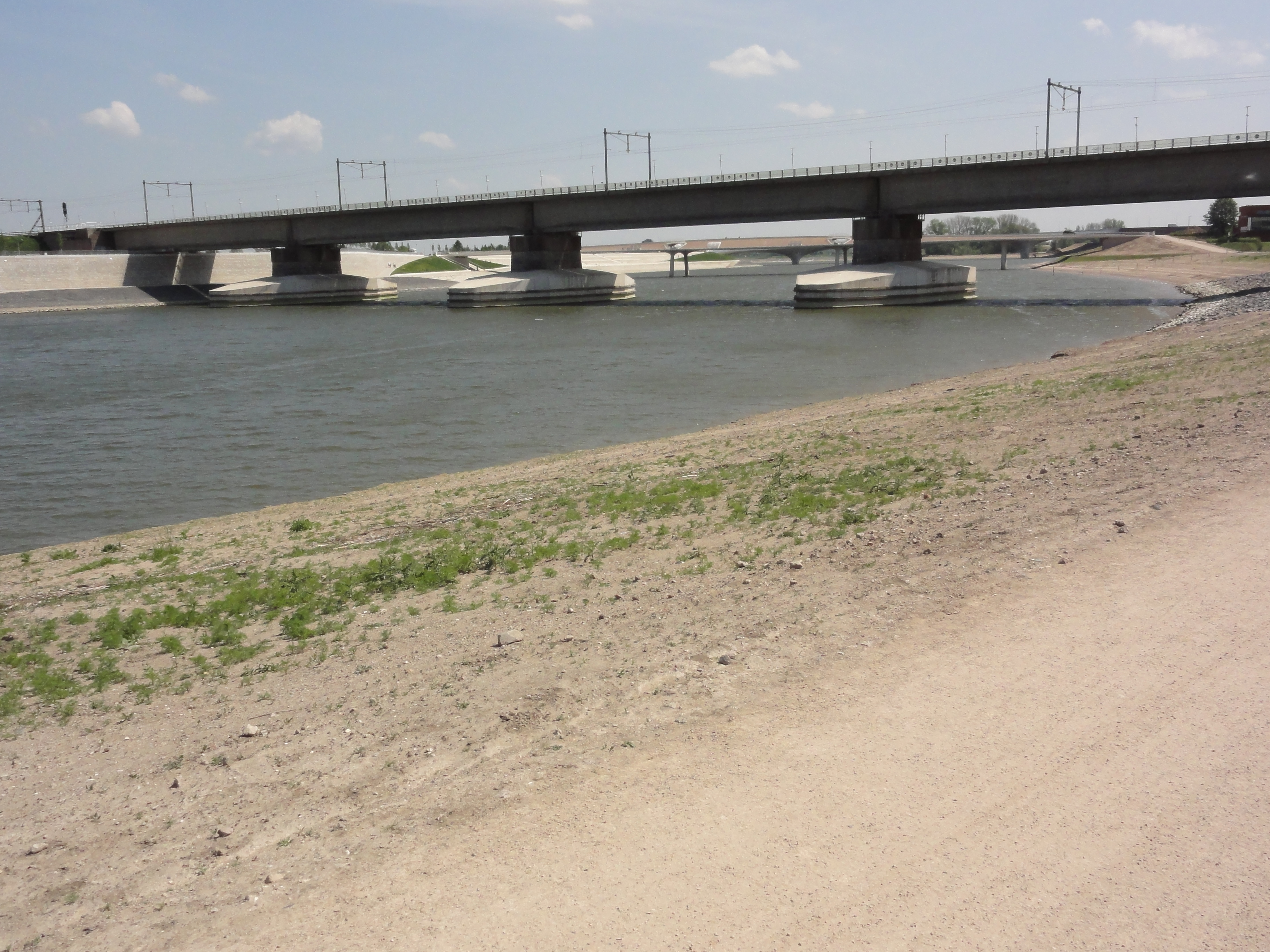
De verlengde spoorbrug over de Spiegelwaal.
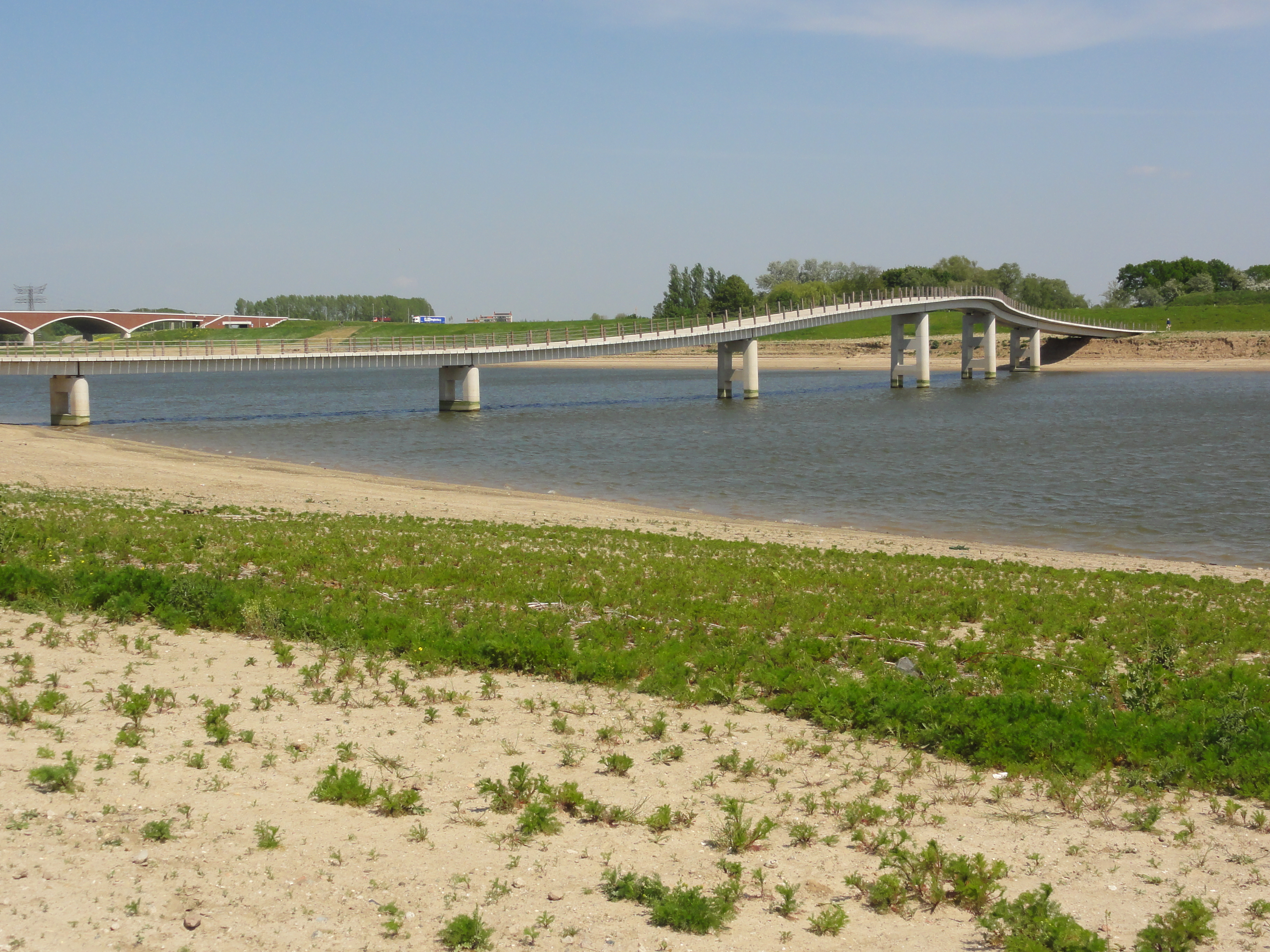
De voet- en fietsbrug Lent - Stadseiland, de Zaligebrug.
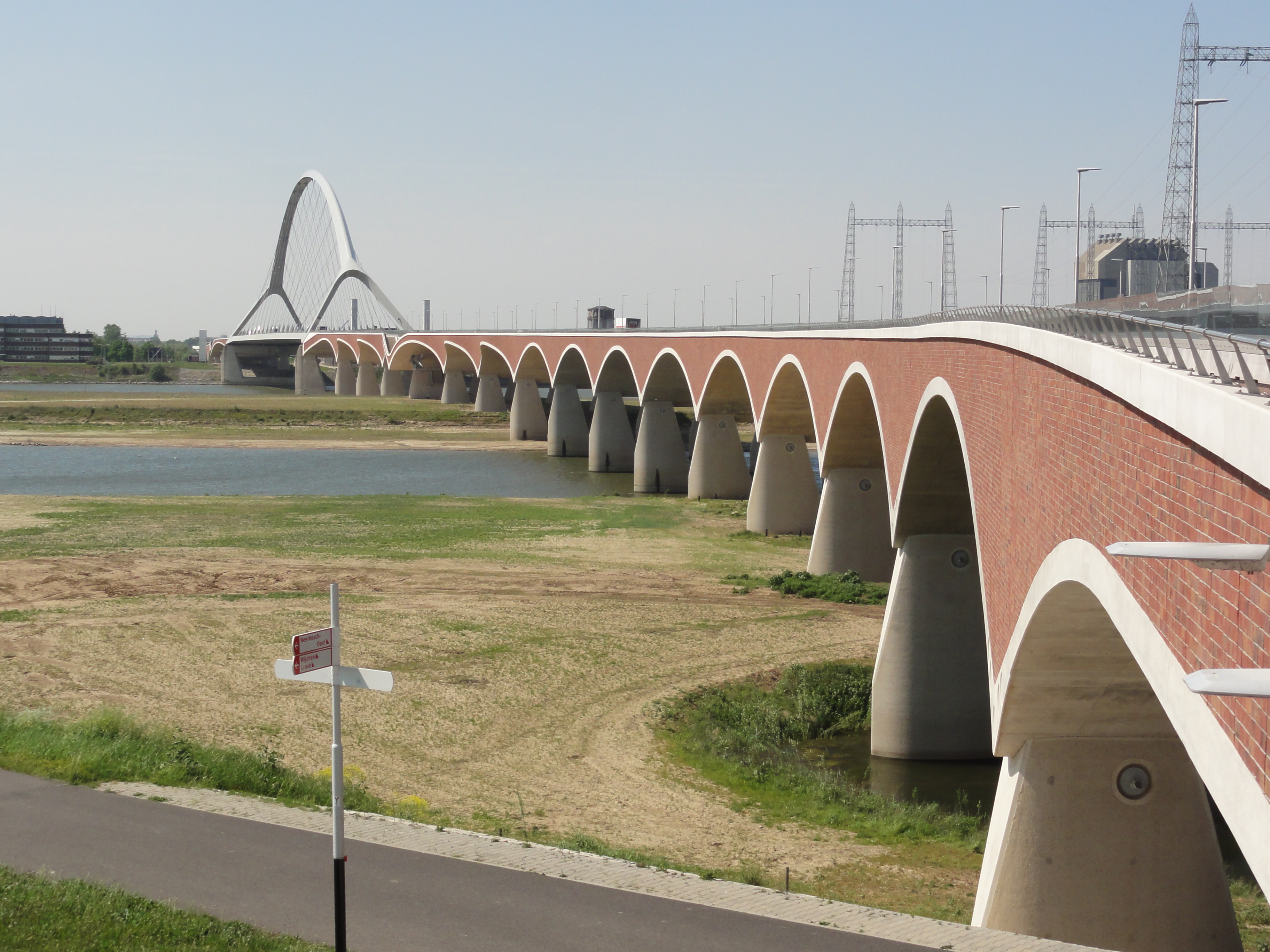
Brug De Oversteek over Spiegelwaal en Waal.